# Dhammananda Bhikkhuni
Dhammananda Bhikkhuni (tailandès ธัมมนันทา ; RTGS : Thammanantha), nascuda el 6 d'octubre de 1944 amb el nom de Chatsumarn Kabilsingh (tailandès ฉัตรสุมาลย์ กบิลสิงห์ ; RTGS : Chatsuman Kabinsing) o Chatsumarn Kabilsingh Shatsena (tailandès ฉัตรสุมาลย์ กบิลสิงห์ ษัฏเสน) és una bhikkhuni ("monja budista"). El 28 de febrer de 2003, Kabilsingh va rebre l'ordenació monàstica com a monja budista de la tradició Theravada a Sri Lanka. Ella és l'abadessa del monestir Songdhammakalyani, l'únic temple a Tailàndia on hi ha monges budistes.

## Infància, educació i ordenació

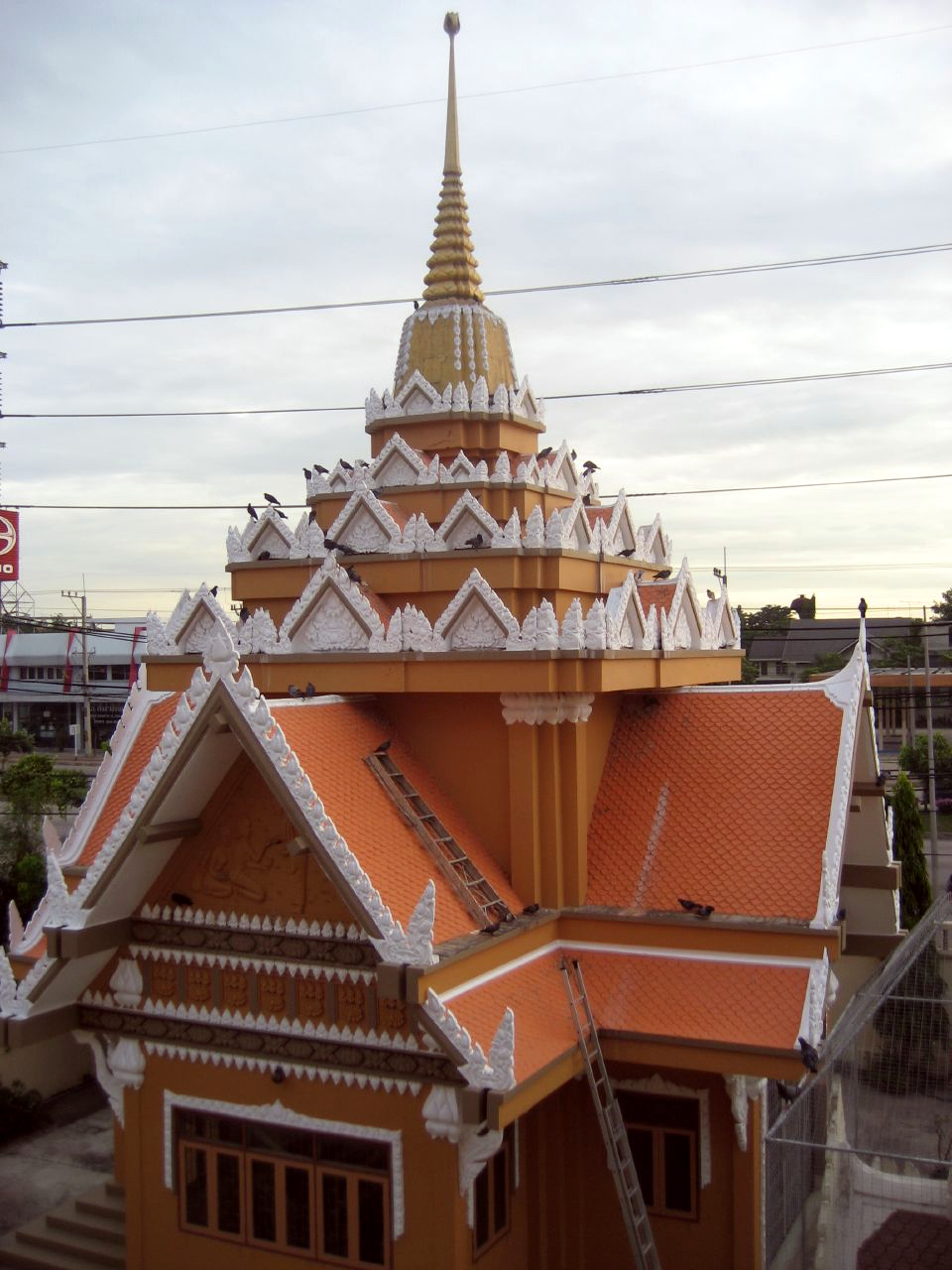
Un nou edifici en el complex del Monestir Songdhammakalyani : el convent fundat per la seva mare

Chatsumarn Kabilsingh va néixer l'any 1944 de Voramai Kabilsingh i Kokiat Shatsena. La seva mare, Voramai, també anomenada Ta Tao Fa Tzu (m. 2005), va ser ordenada monja del llinatge Dharmaguptaka a Taiwan l'any 1971, convertint-se en la primera monja budista tailandesa contemporània. Songdhammakalyani significa "temple on les dones defensen el Dharma" i es troba a Nakhon Pathom, prop de Bangkok.
Chatsumarn va rebre instrucció i formació budista al costat de les monges. Ella diu que el seu pare, Kokiat, fou "el primer home tailandès que vaig conèixer i que va recolzar fermament el ressorgiment de la Sangha Bhikkhuni a Tailàndia". Inusual en dones tailandeses, Chatsumarn va rebre una educació superior. Després de l'escola secundària, va obtenir la seva llicenciatura en Filosofia a la Universitat Visva Bharati, un Master en religió a la Universitat McMaster al Canadà i un Doctorat en budisme a la Universitat Magadh a l'Índia. Es va casar, té tres fills i 6 nets. Va ensenyar durant vint-i-set anys a la Universitat de Thammasat a Bangkok, Tailàndia, en el Departament de Filosofia i Religió. És una coneguda autora de molts llibres sobre temes actuals en el budisme asiàtic; molts van ser publicats abans de la seva ordenació i estan sota el seu nom de naixement, Dra. Chatsumarn Kabilsingh.
Sovint ha dit que sabia que es convertiria en monja budista en algun moment de la seva vida; ella només estava esperant el moment adequat. Aquest moment va arribar l'any 2000 amb la seva jubilació anticipada de la Universitat de Thammasat i va rebre el precepte del bodhisattva de l'ordre Fo Guang Shan a Taiwan. En 2001, va ser ordenada Śrāmaṇerī (ṇovicia) a Sri Lanka per R. Saddha Sumana Bhikkhuni i T. Dhammaloka Bhikkhu. L'any 2003, va ser ordenada monja budista a Sri Lanka com Dhammananda, convertint-se en la primera dona tailandesa a ser ordenada en un llinatge monàstic Theravada. El seu llinatge d'ordenació és Syamopali del capítol Dambulla. Actualment resideix en el Monestir Songdhammakalyani en el districte de Muang, província de Nakhonpathom, Tailàndia. Des de la seva ordenació, Dhammananda ha escrit més de 100 llibres, dissenyats per educar al públic sobre diversos temes relacionats amb el budisme tailandès, inclòs el lloc de les dones.

## Altres activitats
Abans de la seva ordenació, la Dra. Kabilsingh va escriure diversos llibres, incloent-hi Dones tailandeses en el budisme (1991) que parla sobre el lloc de les dones budistes tailandeses en el context de la societat tailandesa, incloses aquelles que trien convertir-se en maechi (similar a una novícia). Tant en la seva vida laica com a la monàstica, ha treballat incansablement per restablir el llinatge Theravādona bhikkhuni a Tailàndia perquè les dones puguin convertir-se en monges totalment ordenades. Ha trobat resistència tant de laics com de monjos a Tailàndia, ja que creuen que les dones monàstiques són il·legals i una perversió. El seu treball ha causat certa controvèrsia a Tailàndia, encara que rep molt suport de gran nombre de dones budistes occidentals.
L'any 1984, la Dra. Kabilsingh va començar a publicar Yasodhara: un butlletí sobre activitats internacionals de dones budistes, 'Nakhonpathom, disponible en gairebé quaranta països. Alguns articles del butlletí estan disponibles en línia. Uns anys més tard, l'any 1991, la Dra. Kabilsingh va organitzar la primera conferència internacional de dones budistes celebrada a Bangkok, Tailàndia.
Dhammananda Bhikkhuni pot considerar-se una escriptora budista modernista, igual que activistes socials i reformadors com Sulak Sivaraksa, AT Ariyaratne, Thích Nhất Hạnh, el 14 ° Dalai Lama i Buddhadasa. Això es deu al seu treball sobre el lloc de les dones en el budisme asiàtic modern, especialment la tradició Theravādona a Tailàndia. Ella escriu i parla sobre temes que generalment es consideren "budisme socialment compromès", com el budisme i seva relació amb la naturalesa, ecologia, medi ambient, pobresa, feminisme, la prostitució (a Tailàndia) i l'educació (laics i monàstics).
Si bé Dhammananda té un enfocament una mica global com ho demostra la fundació d'un butlletí internacional o la celebració d'una conferència internacional, ha declarat en repetides ocasions que la majoria dels problemes a Tailàndia han de ser resolts pel poble tailandès sense l'"ajuda" de forasters, inclosos els budistes occidentals. Les solucions que ofereix són generalment concretes i pràctiques, amb un toc ocasional d'idealisme compartit per altres budistes modernistes. Ella reconeix clarament les febleses i fortaleses de l'actual Sangha (comunitat monàstica) tailandesa; la seva escriptura advoca per una reforma seriosa per als budistes monjos i laics, entre la qual es troba el restabliment de l'ordre Bhikkhuni. Nantawan Boonprasat-Lewis comenta que "Kabilsingh advoca per que la Sangha s'involucri més a proporcionar orientació espiritual als laics i bregar amb la seva por al fet que les dones siguin iguals als homes". La crisi social, diu, és major que aquesta por i necessita la cooperació i la participació de tots, independentment del seu gènere, classe i ètnia ".
L'any 2014, Dhammananda Bhikkhuni va ser nomenada Pavattini per un preceptor de Sri Lanka durant una ordenació grupal per a monges a Songkhla, Tailàndia.

## Reconeixements
Va ser nomenada per la British Broadcasting Corporation (BBC) com una de les 100 Dones de l'any, una llista de 100 dones inspiradores i influents de tot el món, de l'any 2019

## Treballs en anglès
- A Comparative Study of Bhikkhunã Pàtimokkha.. (Un estudi comparatiu de Bhikkhunã Pàtimokkha). Chaukhambha Orientalia: India, 1981.
- A Cry From the Forest. (Un crit del bosc) 1981. (més informació no disponible)
- Bhikkhunã Pàtimokkha of the Six Existing Schools. (Bhikkhunã Pàtimokkha de les Sis Escoles Existents) tr. Bangkok, 1991. Sri Satguru Publications, 1998.
  - ISBN 978-81-7030-570-5
- Buddhism and Nature Conservation. (Budisme i Conservació de la Naturalesa') Bangkok, Thailand: Thammasat University Press, 1998.
  - ISBN 978-974-571-656-8
- "Early Buddhists on Nature" in This Sacred Earth ("Els primers budistes en la naturalesa" en aquesta Terra Sagrada) per Roger S. Gottlieb. Routledge, 2004. 130-133.[20]
- "Reading Buddhist Texts with New Light" ("Llegint textos budistes amb nova llum") en Exploració budista de pau i justícia per Chanju Mun and Ronald S. Green. Honolulu, HI: Blue Pine Books, 2006. 89-96.[21]
- Thai Women in Buddhism. Berkeley, CA: Parallax Press, 1991.
- Women and Buddhism. (Dones tailandeses en el budisme') Institute of Women's Studies (St. Scholastica's College), Isis International (Manila, Philippines). Manila: Isis International, 1996.[22]
- Women in Buddhism: Questions and Answers. ( Dones en el budisme: preguntes i respostes). Publicat per primera vegada el 1998. ISBN 974-572-607-9

## Altres títols d'interès
- Boonprasat-Lewis, Nantawan i Marie M. Fortune. Remembering conquest: feminist/womanist perspectives on religion, colonization, and sexual violence. (Recordant la conquesta: perspectives feministes / feministes sobre religió, colonització i violència sexual). Nova York, Londres: Haworth Press, 1999.
- Entrevista amb Dhammananda (entre altres) per a la ràdio ABC; Entrevistada per Kerry Stewart: "The Kindness of Tigers – Buddhist Women" (La bondat dels tigres - Dones budistes)
- Kristin Barendsen. " Ordenat per fi "
- Yasodhara, "Ordained at Last" (Butlletí sobre activitats internacionals de dones budistes), Nakhonpathom, Tailàndia. Publicat des de 1984